# Abramo e gli angeli
Abramo e gli angeli è un dipinto realizzato nel 1732 da Giambattista Tiepolo. Noto anche coi titoli Abramo e i tre angeli e Abramo in preghiera di fronte ai tre angeli , è conservato a Venezia nella Scuola Grande di San Rocco.

## Descrizione
Il dipinto fa parte di una coppia di tele che Tiepolo eseguì contemporaneamente: Abramo e gli angeli e Agar e Ismaele nel deserto  realizzate per la sagrestia della basilica di San Marco che furono acquistate nel 1785 dalla scuola di San Rocco, che le espose nella pinacoteca. Vi è connessione tra loro sia nelle misure che sono identiche, sia nel racconto biblico, essendo i due dipinti l'uno il prosieguo dell'altro
Il dipinto racconta l'evento biblico scritto nelle Genesi ai capitoli 18 e Gen. Abramo accoglie tre viandanti nella sua tenda, ignaro che siano angeli, e questi gli annunciano che la moglie Sara entro un anno partorirà il loro primo figlio: Poi gli dissero: «Dov'è Sara, tua moglie?». Rispose: «È là nella tenda». Il Signore riprese: «Tornerò da te fra un anno a questa data e allora Sara, tua moglie, avrà un figlio».
Il soggetto fu più volte ripreso dall'artista. Già nel 1727-28 eseguì un affresco a Udine nel Palazzo Patriarcale, dove però i tre angeli sono posti su una nuvola mentre Abramo genuflesso è in posizione di preghiera e devozione. Tiepolo trattò nuovamente il soggetto nel 1770 in una tela di grandi dimensioni conservata nel Museo del Prado a Madrid. 
Sulla tela Abramo è raffigurato come un vecchio intimorito di fronte ai tre personaggi celesti, rappresentati come tre uomini giovani e vigorosi, in una situazione posta tra cielo, dove poggia l'angelo a destra, e terra, sulla roccia su cui si appoggia l'angelo centrale..
La tela è completamente riempita dai soggetti raffigurati. I tre angeli sono presenti in una forma molto plastica e fantasiosa occupando quasi completamente il dipinto; Abramo è invece posto nella parte inferiore destra e indossa abiti scuri. Il manto di colore rosso presente centralmente sulla tela costituisce in pratica l'elemento principale, ne è il protagonista. In questo stacco di colore si coglie la vicinanza dell'opera con i lavori di Giovanni Battista Piazzetta. La tela è collegabile al dipinto Adorazione del Bambino, opera di piccole proporzioni conservata presso la sagrestia dei canonici della basilica di San Marco.